# Encke (cràter)
Encke és un cràter d'impacte lunar que es troba a la vora occidental del Mare Insularum, al sud-sud-est del cràter Kepler. El petit cràter Kunowsky es troba a l'est-sud-est de la mar lunar.
La vora d'Encke és baixa i de forma una mica poligonal. El petit créter Encke N travessa la vora occidental. El fons del cràter és una mica irregular, i està cobert del material procedent d'un sistema de marques radials del cràter Kepler pròxim. L'alt albedo d'aquest material ejectat fa d'Encke un element brillant quan el Sol es troba a gran altura sobre l'horitzó lunar.

## Cràters satèl·lit
Per convenció, aquests elements són identificats als mapes lunars posant la lletra al costat del punt mitjà del cràter que està més prop d'Encke.
|       | \| Encke \| Coordenades \| Diàmetre \| \| ----- \| ---------------------------------- \| -------- \| \| B \| 2° 24′ N, 36° 48′ O / 2.4°N,36.8°O \| 12 km \| \| C \| 0° 42′ N, 36° 24′ O / 0.7°N,36.4°O \| 9 km \| \| E \| 0° 18′ N, 40° 06′ O / 0.3°N,40.1°O \| 9 km \| \| G \| 4° 48′ N, 38° 48′ O / 4.8°N,38.8°O \| 7 km \| \| H \| 4° 00′ N, 37° 18′ O / 4.0°N,37.3°O \| 4 km \| \| J \| 5° 12′ N, 39° 30′ O / 5.2°N,39.5°O \| 5 km \| \| K \| 1° 24′ N, 37° 12′ O / 1.4°N,37.2°O \| 4 km \| \| M \| 4° 30′ N, 35° 06′ O / 4.5°N,35.1°O \| 3 km \| \| N \| 4° 36′ N, 37° 06′ O / 4.6°N,37.1°O \| 4 km \| \| T \| 3° 24′ N, 38° 00′ O / 3.4°N,38.0°O \| 91 km \| \| X \| 0° 54′ N, 40° 18′ O / 0.9°N,40.3°O \| 3 km \| \| I \| 5° 54′ N, 36° 24′ O / 5.9°N,36.4°O \| 3 km \| |          |
| Encke | Coordenades | Diàmetre |
| B     | 2° 24′ N, 36° 48′ O / 2.4°N,36.8°O | 12 km    |
| C     | 0° 42′ N, 36° 24′ O / 0.7°N,36.4°O | 9 km     |
| E     | 0° 18′ N, 40° 06′ O / 0.3°N,40.1°O | 9 km     |
| G     | 4° 48′ N, 38° 48′ O / 4.8°N,38.8°O | 7 km     |
| H     | 4° 00′ N, 37° 18′ O / 4.0°N,37.3°O | 4 km     |
| J     | 5° 12′ N, 39° 30′ O / 5.2°N,39.5°O | 5 km     |
| K     | 1° 24′ N, 37° 12′ O / 1.4°N,37.2°O | 4 km     |
| M     | 4° 30′ N, 35° 06′ O / 4.5°N,35.1°O | 3 km     |
| N     | 4° 36′ N, 37° 06′ O / 4.6°N,37.1°O | 4 km     |
| T     | 3° 24′ N, 38° 00′ O / 3.4°N,38.0°O | 91 km    |
| X     | 0° 54′ N, 40° 18′ O / 0.9°N,40.3°O | 3 km     |
| I     | 5° 54′ N, 36° 24′ O / 5.9°N,36.4°O | 3 km     |

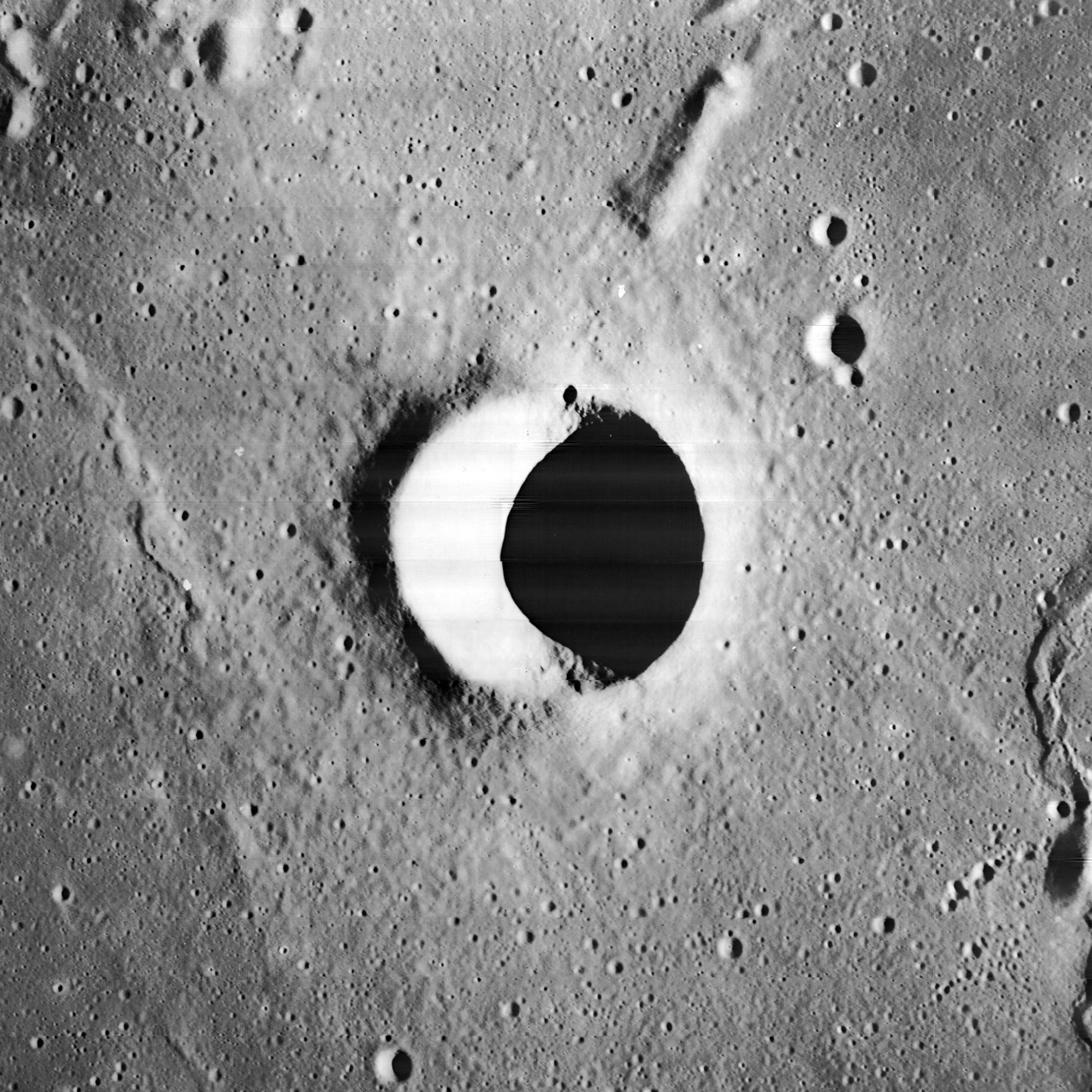
Imatge de Encke C. Fotografia de la missió Lunar Orbiter 1
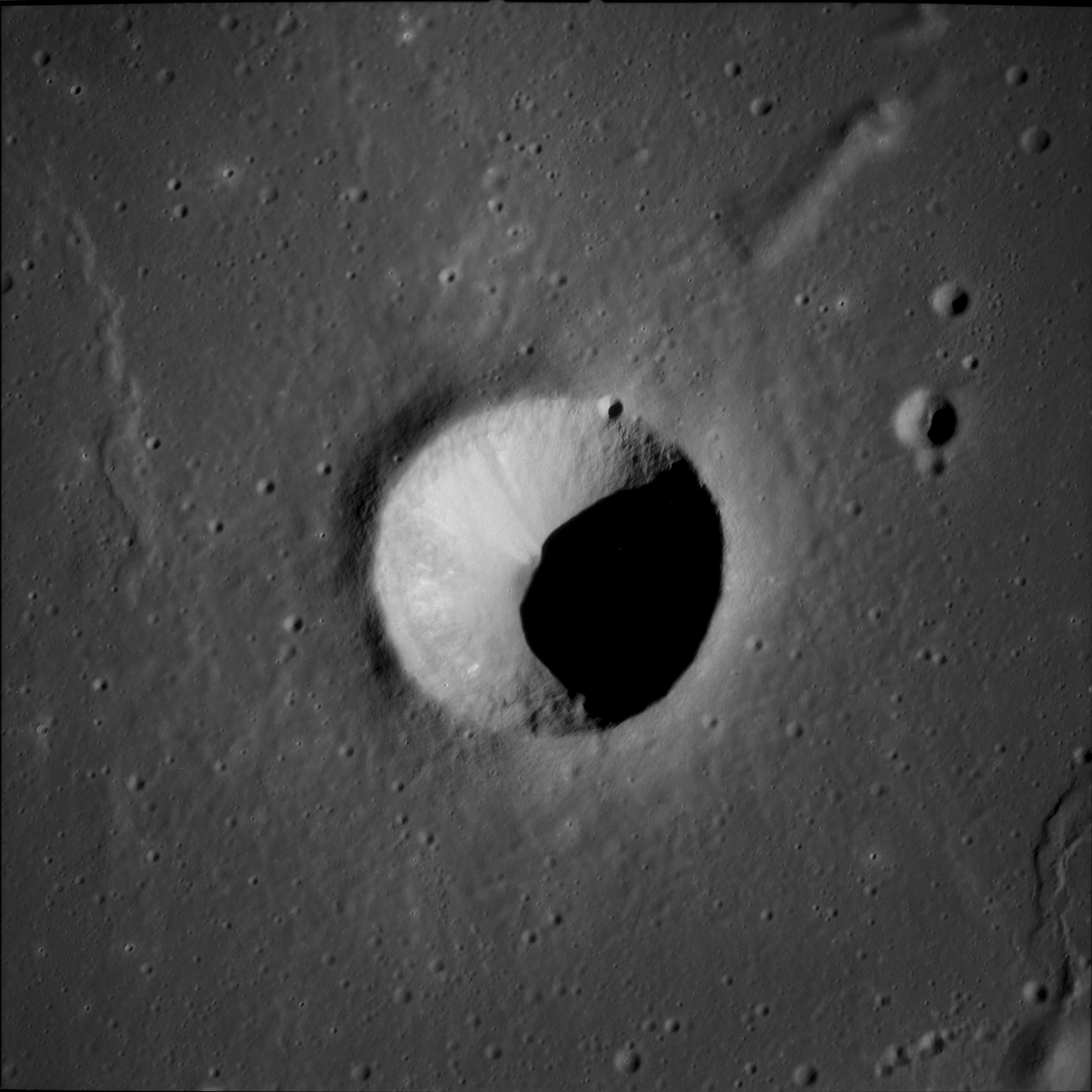
Imatge de Encke C. Fotografia de la missió Apol·lo 12
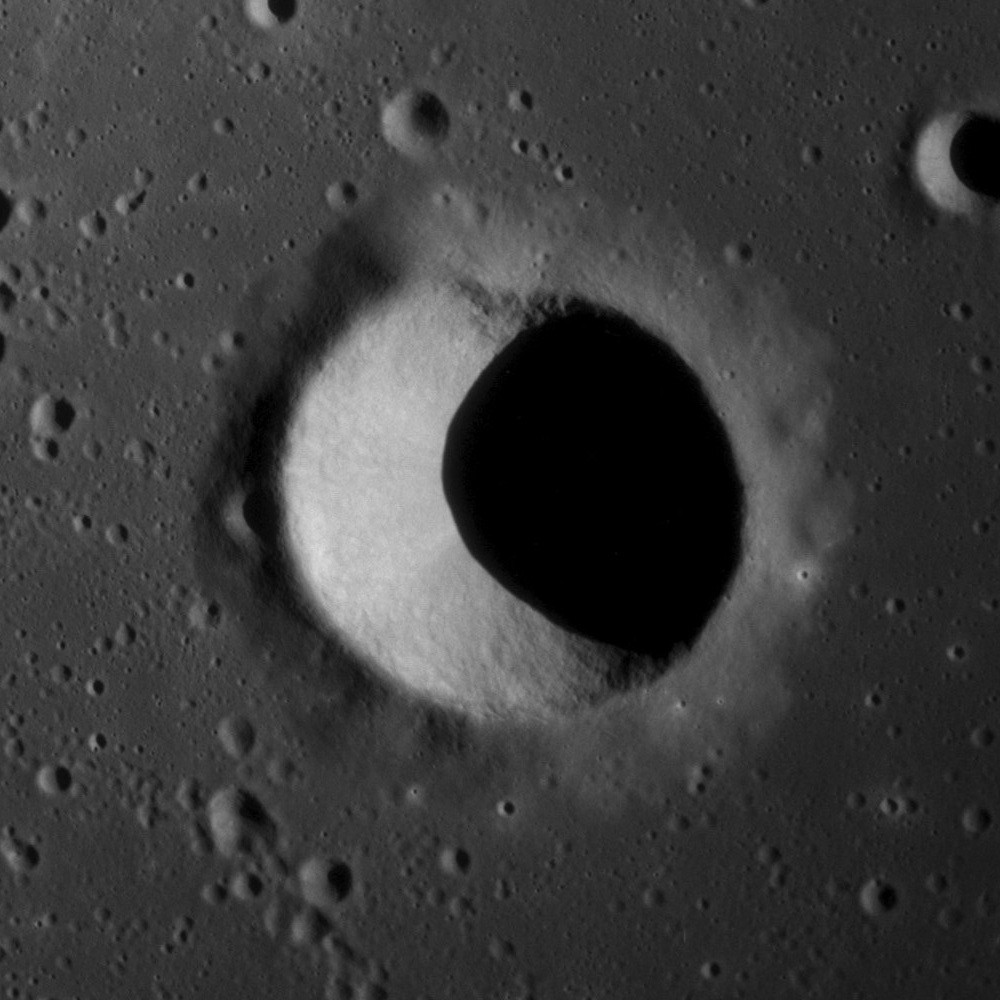
Imatge de Encke E. Fotografia de la missió Apol·lo 12
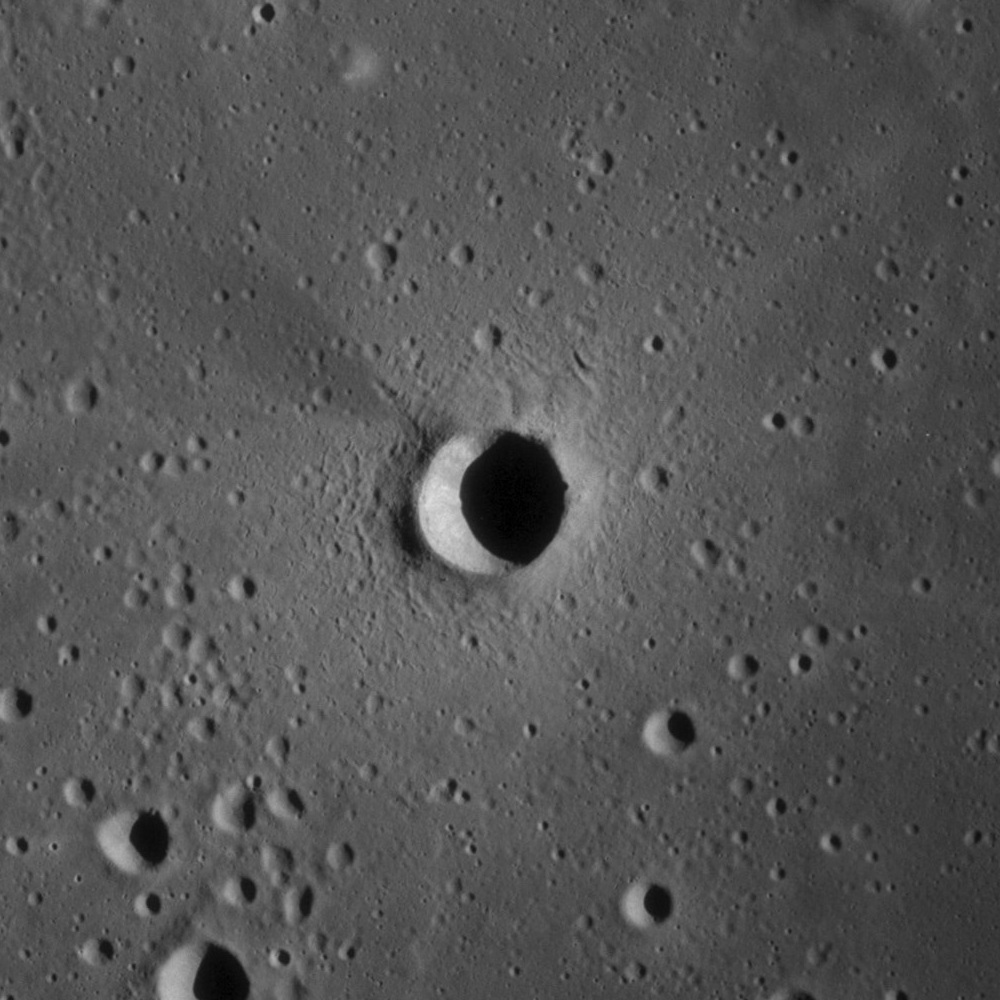
Imatge de Encke X. Fotografia de la missió Apol·lo 12